# Loạn dưỡng cơ
Loạn dưỡng cơ (tiếng Anh: Muscular dystrophy) đề cập đến một nhóm bệnh cơ liên quan đến gen, các bệnh này làm yếu các cơ trong thể người. Loạn dưỡng cơ đặc trưng bởi một quá trình làm yếu các cơ xương do thiếu hụt các protein cơ, và sự chết đi của các tế bào và mô. Có 9 bệnh được xếp vào nhóm  này gồm Duchenne, Becker, thắt lưng-vai,
bẩm sinh, facioscapulohumeral, tăng trương lực cơ, oculopharyngeal, ngoại biên, và Emery-Dreifuss mặc dù, tổng số có hơn 100 bệnh tương tự như bệnh này. Hầu hết các bệnh MD liên quan đến rối loạn đa hệ thống trong cơ thể như hệ tim mạch, hệ tiêu hóa, và hệ thần kinh, các tuyến nội tiết, da, mắt và thậm chí ở não. Tình trạng này cũng có thể dẫn đến các thay đổi về tâm trạng và khó khăn trong việc học.

## Chẩn đoán
Việc chẩn đoán bệnh dựa trên các kết quả sinh thiết cơ và sự gia tăng creatine phosphokinase (CpK3). Trong một số trường hợp, thí nghiêm DNA tế bào máu có thể đủ yêu cầu.
Xét nghiệm vật lý (cơ) và lịch sử bệnh của bệnh nhân sẽ giúp bác sĩ xác định loại loạn dưỡng cơ nào. Các nhóm cơ cụ thể bị tác động bởi những loại loạn dưỡng cơ khác nhau.
Biểu hiện thông thường là sự sụt giảm khối lượng cơ hay teo cơ, tuy nhiên vấn đề sẽ khó hơn nếu như một số loại loạn dưỡng cơ làm cơ to hơn và liên kết các mô với nhau trông chúng lớn hơn. Bệnh này gọi là giả phì đại cơ (pseudohypertrophy).